# Wiktor z Mierzyc
Wiktor z Mierzyc lub Wiktor z Mierzyc i Zdrgań herbu Topór – od 1374 starosta ruski, potem halicki, opolski (poświadczony w źródłach między 15 kwietnia 1383 a 16 listopada 1389), kasztelan jarosławski, burgrabia zamku opolskiego (zapewno nowego). Posiadał wieś Zdrganie (obecnie Toporów), z której pisał się od 1386. Jego żoną była Małgorzata, córka Frantza Schrama, szlachcica opolskiego.